# Тупіцин Михайло Миколайович
Михайло Миколайович Тупіцин (6 листопада 1906, село Суровка Симбірської губернії, тепер Тереньгульського району Ульяновської області, Російська Федерація — 18 червня 1993, місто Москва, тепер Російська Федерація) — радянський партійний діяч, 1-й секретар Брестського обласного комітету КП(б)Б, 1-й секретар Новгородського обласного комітету ВКП(б). Депутат Верховної ради СРСР 2—3-го скликань (1949—1954).

## Біографія
Народився в родині селянина-бідняка. З січня 1919 до вересня 1925 року працював у господарстві батька в селі Суровці Симбірської губернії. У 1922 році вступив до комсомолу. У 1924 році закінчив два класи школи ІІ ступеня.
У вересні 1925 — квітні 1929 року — студент Ульяновського педагогічного технікуму.
З квітня до вересня 1929 року — інспектор із соціальних питань виконавчого комітету Старомайнської районної ради.
У вересні 1929 — жовтні 1930 року — курсант 6-го стрілецького полку 2-ї Туркестанської стрілецької дивізії РСЧА.
Член ВКП(б) з червня 1930 року.
У жовтні 1930 — лютому 1932 року — директор, викладач Андижанського іригаційно-будівельного технікуму Узбецької РСР.
У лютому — жовтні 1932 року — директор, викладач Клінцовського енергетичного технікуму.
У жовтні 1932 — травні 1933 року — заступник директора Московського енергетичного технікуму.
У травні 1933 — липні 1934 року — секретар комітету ВКП(б) Московського фармацевтично-хімічного заводу «8 Марта».
У липні 1934 — серпні 1935 року — завідувач культурно-пропагандистського відділу, завідувач партійного кабінету партійного комітету Московської фабрики «Паризька комуна».
У серпні 1935 — травні 1936 року — завідувач відділу політичного навчання Кіровського районного комітету ВЛКСМ міста Москви.
У травні 1936 — жовтні 1937 року — інструктор Кіровського районного комітету ВКП(б) міста Москви.
У 1937 році навчався на філософському факультеті Інституту червоної професури в Москві.
У жовтні 1937 — серпні 1938 року — завідувач особливого сектора ЦК КП(б) Білорусі.
У серпні 1938 — березні 1939 року — 1-й секретар Сталінського районного комітету КП(б)Б міста Мінська.
У квітні 1939 — лютому 1940 року — начальник Управління Народного комісаріату внутрішніх справ (УНКВС) по Поліській області Білоруської РСР.
У лютому — жовтні 1940 року — 2-й секретар Білостоцького міського комітету КП(б)Б.
У жовтні 1940 — червні 1941 року — 1-й секретар Брестського обласного комітету КП(б)Б.
З липня до жовтня 1941 року — начальник відділу по роботі серед військ, що діють в тилу противника, штабу Західного та Центрального фронтів РСЧА.
У жовтні 1941 — жовтні 1943 року — 2-й секретар Кіровського обласного комітету ВКП(б).
У жовтні 1943 — жовтні 1946 року — 1-й секретар Брестського обласного комітету КП(б)Б.
У жовтні 1946 — серпні 1948 року — слухач Вищої партійної школи при ЦК ВКП(б).
У серпні — 24 листопада 1948 року — 2-й секретар Новгородського обласного комітету ВКП(б).
24 листопада 1948 — 28 листопада 1951 року — 1-й секретар Новгородського обласного комітету ВКП(б). Одночасно з листопада 1948 до січня 1950 року — 1-й секретар Новгородського міського комітету ВКП(б).
З листопада 1951 року — в апараті ЦК КПРС. З 14 грудня 1952 до 1953 року — заступник завідувача сектора відділу партійних, профспілкових і комсомольських органів ЦК КПРС. У лютому 1954 — січні 1963 року — заступник завідувача загального відділу ЦК КПРС.
У лютому 1962 — квітні 1969 року — керуючий справами Ради міністрів Російської РФСР.
З квітня 1969 року — персональний пенсіонер у місті Москві.
Помер 18 червня 1993 року. Похований на Кунцевському цвинтарі Москви.

## Звання
- капітан державної безпеки (7.06.1939)

## Нагороди
- орден Вітчизняної війни І ст. (1945)
- орден Вітчизняної війни ІІ ст. (1985)
- два ордени Трудового Червоного Прапора
- медалі